# Julio Cueva
Julio Cueva, född 12 april 1897 i Trinidad i Kuba, död 25 december 1975 i Havanna, var en kubansk trumpetare, kompositör och bandledare.
Julio Cueva spelade kornett i ett lokalt barnband vid tio års ålder. Vid 16 års ålder blev han klarinettist i den kommunala orkestern i Santa Clara. År 1923 grundade och ledde han den kommunala orkestern i Trinidad. 
Hans genombrott kom i Don Azpiazus orkester som turnerade i Europa. Han stannade i Europa, huvudsakligen i Paris, efter turnén i tio år som trumpetare och orkesterledare.
Julio Cueva var i Madrid när spanska inbördeskriget bröt ut och anslöt sig till den republikanska sida. Han ledde 4:e divisionens orkester på slagfältet. När den republikanska sidan förlorade, lämnade han landet för Paris. Han återvände till Kuba 1940 och startade då det egna bandet Orquesta Montecarlo.